# Torneo de Linz 2017
El Upper Austria Ladies Linz 2017 fue un torneo de tenis que se jugó en canchas duras bajo techo. Fue la 31.ª edición de la Generali Ladies Linz, y fue parte de los torneos internacionales de la WTA Tour de 2017. Se llevó a cabo en Linz (Austria) del 9 al 15 de octubre de 2017.

## Cabezas de serie

### Individuales femenino
| Tenista              | Ranking | Preclasificada |
| Magdaléna Rybáriková | 28      | 1              |
| Barbora Strýcová     | 29      | 2              |
| Kiki Bertens         | 30      | 3              |
| Anett Kontaveit      | 36      | 4              |
| Sorana Cîrstea       | 44      | 5              |
| Kateřina Siniaková   | 49      | 6              |
| Tatjana Maria        | 54      | 7              |
| Monica Niculescu     | 65      | 8              |

- Ranking del 2 de octubre de 2017[2]

### Dobles femeninos
| Tenista                             | Ranking | Preclasificada |
| Kiki Bertens Johanna Larsson        | 49      | 1              |
| Alicja Rosolska Abigail Spears      | 81      | 2              |
| Kirsten Flipkens Demi Schuurs       | 82      | 3              |
| Nadiia Kichenok Anastasia Rodionova | 185     | 4              |

## Campeonas

### Individual femenino
Barbora Strýcová venció a  Magdaléna Rybáriková por 6-4, 6-1

### Dobles femenino
Kiki Bertens /  Johanna Larsson vencieron a  Natela Dzalamidze /  Xenia Knoll por 3-6, 6-3, [10-4]